# Georg Kassenbrock
Georg Kassenbrock (* 17. März 1899 in Iburg; † 25. Mai 1950 in Osnabrück) war ein deutscher Finanzbeamter und Politiker (Zentrum).
Nach dem Besuch des Gymnasiums Carolinum in Osnabrück schlug Kassenbrock eine Beamtenlaufbahn ein, war in der Finanzverwaltung tätig und wurde zuletzt zum Steuerinspektor ernannt. Seit 1938 arbeitete er als Steuerberater in Osnabrück.
Kassenbrock war Mitglied der Deutschen Zentrumspartei. Nach dem Zweiten Weltkrieg wurde er zum Landesvorsitzenden der Zentrumspartei in Niedersachsen gewählt. Er war 1946/47 Mitglied des Ernannten Niedersächsischen Landtages und wurde anschließend in den Niedersächsischen Landtag gewählt, dem er bis zu seinem Tode angehörte. Am 11. Juni 1947 wurde er als Minister ohne Geschäftsbereich in die von Ministerpräsident Hinrich Wilhelm Kopf geführte Regierung des Landes Niedersachsen berufen. Vom 9. Juni 1948 bis zu seinem Tode amtierte er als Landesminister für Sonderaufgaben.